# Thiverval-Grignon
 Thiverval-Grignon  es una población y comuna francesa, en la región de Isla de Francia, departamento de Yvelines, en el distrito de Versailles y cantón de Plaisir.

## Demografía
| 612 | 639 | 752 | 662 | 767 | 773 |
| Para los censos de 1962 a 1999 la población legal corresponde a la población sin duplicidades (Fuente: INSEE [Consultar]) |     |     |     |     |     |

## Puntos de interés
- Arboreto de Grignon
- Jardin botanique de l'Institut National